# Phạm Chân Lý
Phạm Chân Lý là một tướng lĩnh Quân đội nhân dân Việt Nam, hàm Trung tướng, nguyên Cục trưởng Cục quân lực Bộ Tổng Tham mưu Quân đội nhân dân Việt Nam

## Thân thế và sự nghiệp
Ông quê ở Khánh Thành, Yên Khánh, tỉnh Ninh Bình
Năm 2007, bổ nhiệm giữ chức Cục trưởng Cục Quân lực, Bộ Tổng Tham mưu
Năm 2012, ông nghỉ chờ hưu
Thiếu tướng (2007), Trung tướng (2011)